# Maharat
Maharat – nazwa rabinki w ortodoksyjnym judaizmie. Słowo maharat jest akronimem od hebrajskich słów: manhiga hilchatit ruchanit Toranit (hebr.:מנהיגה הלכתית רוחנית תורנית‎) oznaczającego kobietę, która jest „autorytetem w sprawach żydowskiego prawa duchowego oraz Tory”. Maharat jako tytuł lidera religijnego w ortodoksyjnym judaizmie jest przyznawany, wraz ze smichą, absolwentkom czteroletniego programu studiów złożonych z dogłębnego studiowania prawa żydowskiego, Talmudu, Tory, myśli żydowskiej, kursu umiejętności przywódczych, oraz duszpasterskiego doradztwa. A także otrzymaniem uprawnien toreh toreh.

## Historia
W 2009 roku Rada Rabinów Ameryki, publicznie ordynowała Sarę Hurwitz. Stała się ona pierwszą kobietą, która otrzymała ten tytuł. W tym samym roku, wraz ze swoim mentorem rabinem Avim Weissem, założyła jesziwę (szkołę religijną) dla kobiet: Yeshivat Maharat, gdzie raba Hurwitz pełni rolę dziekana. Do 2014, po ukończeniu szkoły, 5 kobiet otrzymało ten tytuł. Razem ze smichą otrzymały uprawnienia toreh toreh.
W 2015 roku tytuł maharat otrzymała pierwsza Europejka: Miriam Gonczarska z Polski. W 2016 roku pierwsza absolwentka Yeshivat Maharat została zatrudniona w Stanach Zjednoczonych jako rabinka.